# 湯米斯拉夫·托札那
湯米斯拉夫·托札那（1972年—）為克羅埃西亞的男性插畫家，創作上是以油畫搭配電繪的方法。

## 經歷
於2005年待在奧拉霍維察的湯米斯拉夫收到來自英國Canongate Books出版社的一封電郵，內容是想請他為由楊·馬泰爾在2001發表的小說《少年PI的奇幻漂流》新版本裡提供插圖，而湯米斯拉夫因喜愛楊·馬泰爾的著作；便答應接下這份案件。隨後由湯米斯拉夫繪製插圖的新版本《少年PI的奇幻漂流》小說則有獲得2008年英國圖書設計大獎。
除替書籍提供插圖外，湯米斯拉夫也有在家鄉克羅埃西亞、以及英國倫敦等地舉辦過個人美術展，並曾獲得2012年第4屆克羅埃西亞雙年展裡的插畫大獎等榮譽。

## 作品

### 插圖書籍
- 少年PI的奇幻漂流（2007年再版版本）
- （2009年）
- （2009年）
- （2011年）
- （2011年）
- （2012年）
- （2013年）

### 個人畫集
- （2013年）